# 近藤兼利
近藤 兼利（こんどう かねとし、1893年（明治26年）5月2日 - 1976年（昭和51年）8月23日）は、大日本帝国陸軍軍人。最終階級は陸軍中将。

## 経歴
1893年（明治26年）に石川県で生まれた。陸軍士官学校第26期卒業。1938年（昭和13年）6月13日に飛行大5連隊に就任し、7月15日に陸軍航空兵大佐に進級、8月31日に飛行第5戦隊長となった。1939年（昭和14年）8月に明野陸軍飛行学校幹事に転じ、1941年（昭和16年）4月に白城子陸軍飛行学校航法部長に就任した。
1942年（昭和17年）7月9日に第2飛行団長（関東軍・第2航空軍）に就任し、会寧に駐屯。同年8月1日に陸軍少将に進級。1943年（昭和18年）6月に大刀洗陸軍飛行学校長に転じ、1944年（昭和19年）1月10日より兼第3飛行場司令官。6月20日に宇都宮教導飛行師団長に就任し、1945年（昭和20年）3月1日に陸軍中将に進級し、第10飛行師団長（航空総軍・第1航空軍）に親補された。東京周辺の防空任務に就き、終戦を迎えた。
1947年（昭和22年）11月28日、公職追放仮指定を受けた。

## 栄典
- 1945年（昭和20年）5月17日 - 勲二等瑞宝章[4]